# Dvojnice

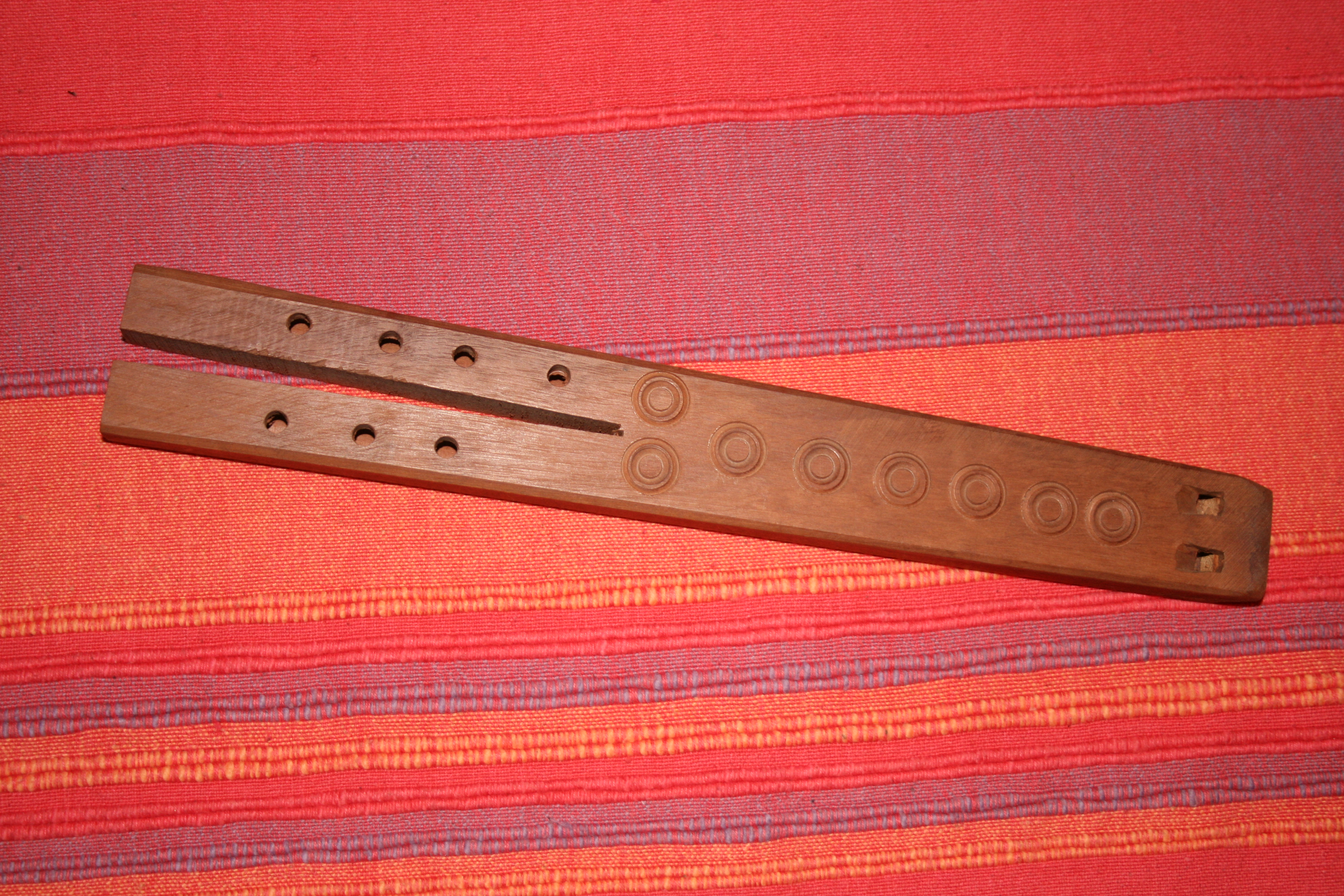
Dvojnice

Een dvojnice of dvojanka is een uit één stuk hout gesneden dubbelfluit uit Servië.
Meestal is hij zo uitgevoerd dat melodietjes met beperkte toonomvang in tertsen gespeeld kunnen worden.
Dvojnices zijn vooral bekend geworden als toeristisch souvenirtje, de meeste zijn veel te afwijkend gestemd om met getempereerde instrumenten gebruikt te kunnen worden.